# Chevrolet Epica
Chevrolet Epica (Även kallad: Daewoo Tosca (Asien) och Holden Epica (Australien)) är en bilmodell, en stor sedan i lågprissegmentet, tillverkad av GM Daewoo i Sydkorea lanserad hösten 2006. Den ersatte Chevrolet Evanda i Europa inför modellåret 2007.
Karossutbudet bestod av en 4-dörrars sedan i mellanklassen. Motorerna är raka 6-cylindriga bensinare på 2,0 och 2,5 liter samt en 4-cylindrig 2,0-liters turbodieselmotor hämtad från Chevrolet Captiva.
Huvudkonkurrenterna bestod i huvudsak av andra bilar i lågprissegmentet som Dodge Avenger, Kia Magentis och Hyundai Elantra.
På vissa marknader kallades även föregångaren, Daewoo Evanda för Chevrolet Epica.

## Bilder

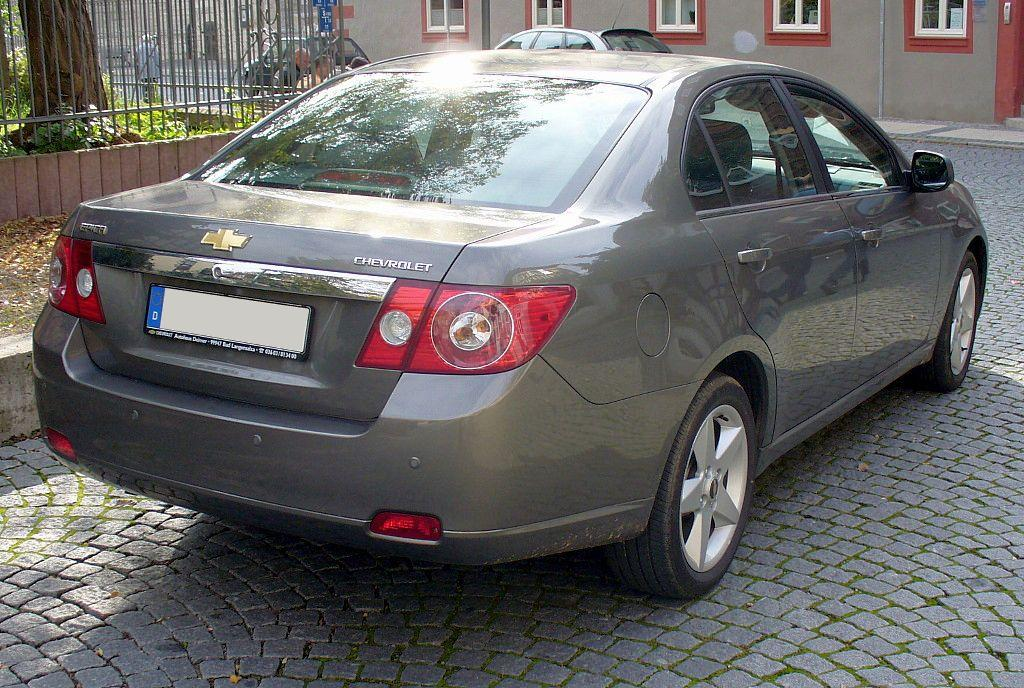
Chevrolet Epica bakifrån
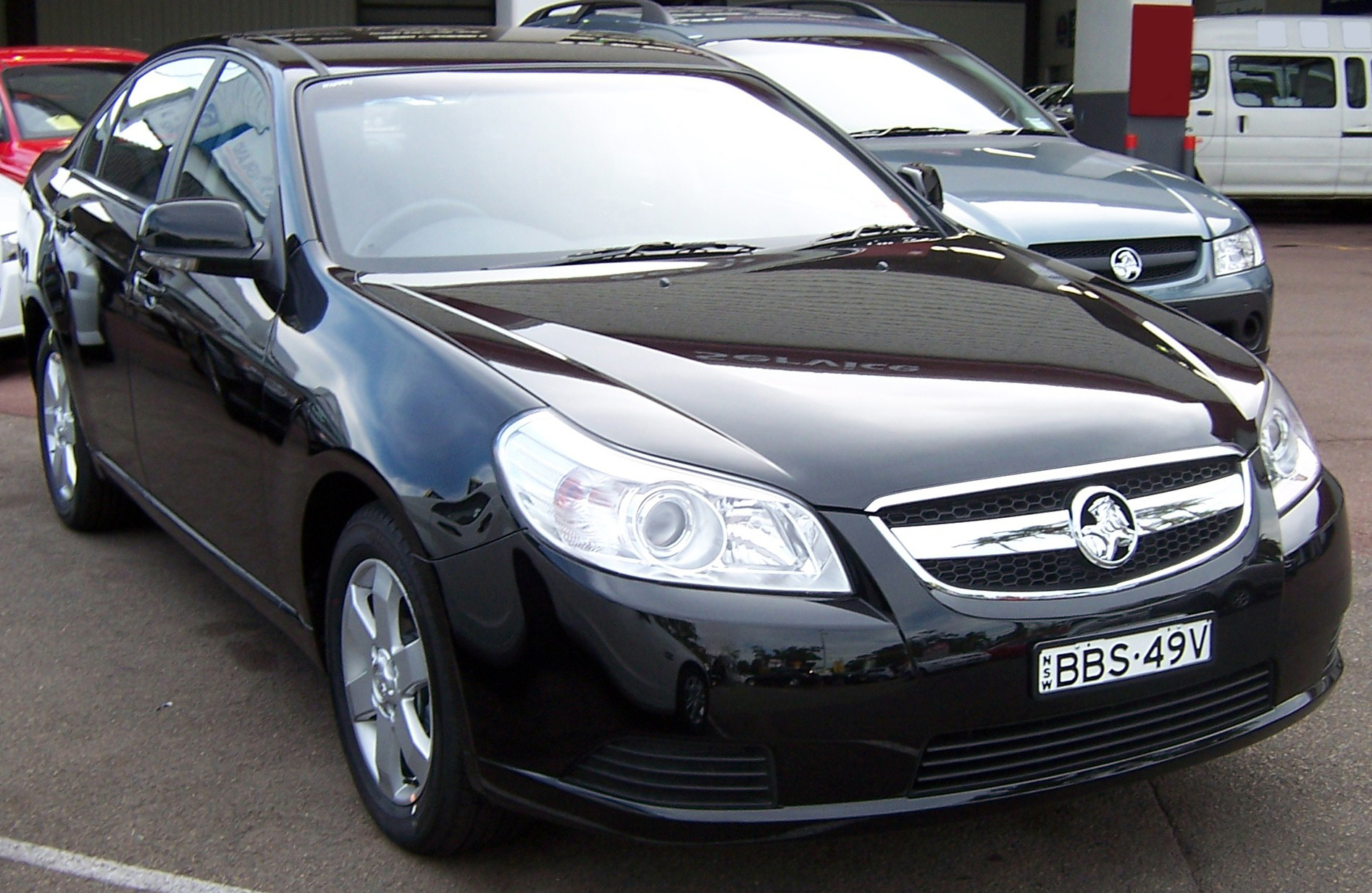
Holden Epica i Australienutförande
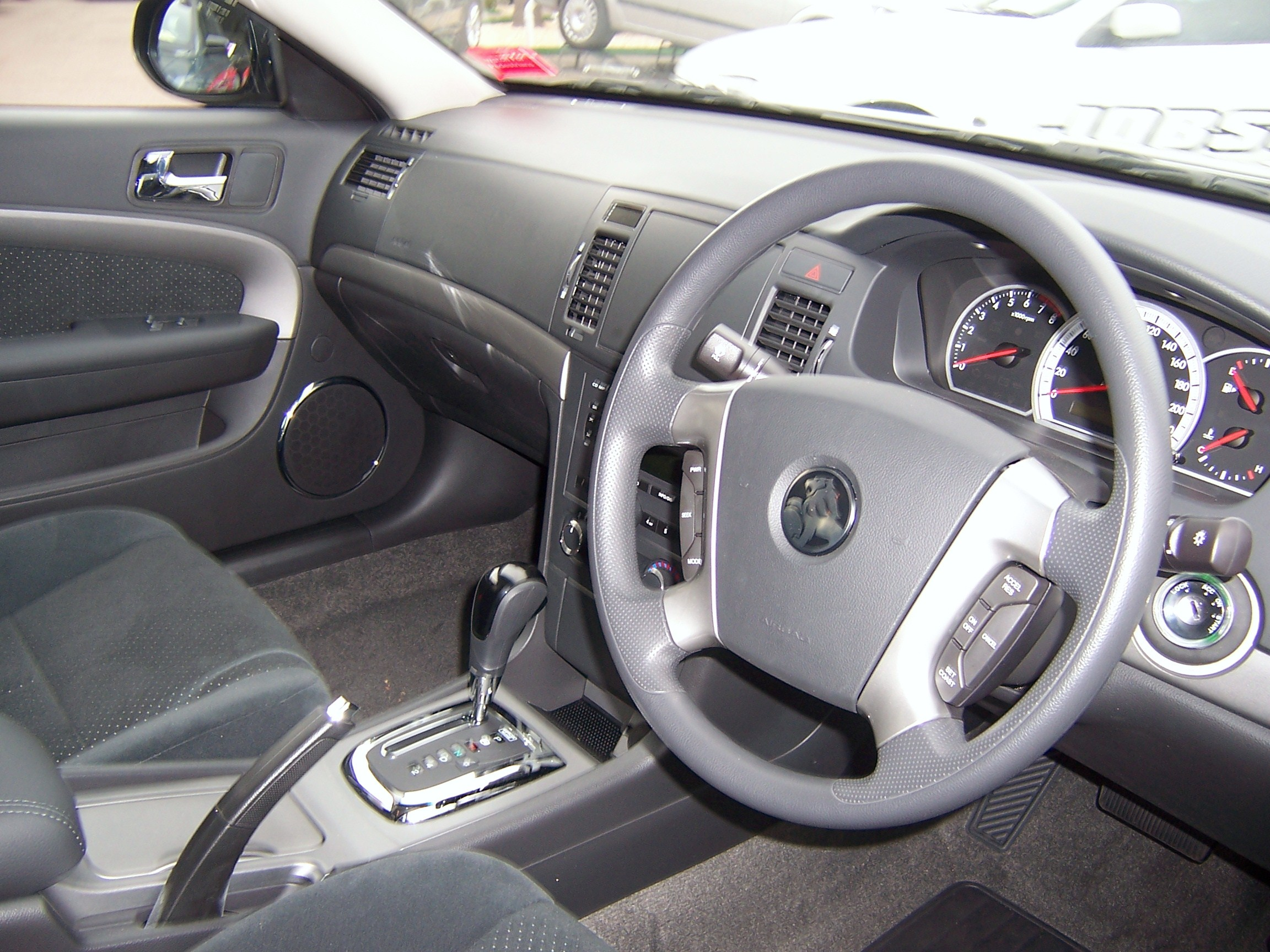
Interiör på en Holden Epica